# 情報政治学
情報政治学（じょうほうせいじがく）は、政治学の分野のひとつ。情報提供における政治的作為を研究する。
研究対象には、政治家の演説、マニフェスト、政治CM、マスメディア、ネット選挙の政治報道などが含まれる。
政権・政党・政治家側からの情報提供を主たる対象とする点が特徴だが、研究テーマは政治コミュニケーション論やマスコミ研究と重複することも多い。
インターネットと政治の関係などについて研究する政治情報学とは、名称が似ているだけで直接の関係はない。ただし、高瀬淳一がこの語を確定的に使用するまでは、両者の混同も散見された。学者の間でも、どちらの分野を政治情報学と呼び、どちらの分野を情報政治学と呼ぶかについての論争が起こっていた。
情報という観点に基づいて政治を研究することは、遅くとも1930年代には行われていた。代表例として、ウォルター・リップマンやハロルド・ラスウェルの業績を挙げることができる。当時このような研究が行われた背景には、ナチス・ドイツによるプロパガンダの衝撃があったといわれる。

## 関連書籍
- 高瀬淳一 『情報政治学講義』 新評論、2005年。
- 鶴木真  『情報政治学』 三嶺書房、2002年。